# Any Fule Kno That
Any Fule Kno That (Any fool knows that) est une chanson du groupe de rock Deep Purple sortie en 1998 dans l'album Abandon écrite par Gillan/Glover/Lord/Morse/Paice.

## Musiciens
- Ian Gillan : chant
- Steve Morse : guitare
- Jon Lord : claviers
- Ian Paice : batterie
- Roger Glover : basse.